# کشتار روز ولنتاین (فیلم)
کشتار روز ولنتاین (انگلیسی: The St. Valentine's Day Massacre) فیلمی آمریکایی در سبک جنایی به کارگردانی راجر کورمن است که در سال ۱۹۶۷ منتشر شد.

## بازیگران
- جیسون روباردز
- جرج سیگال
- رالف میکر
- جک نیکلسون
- ریچارد باکالیان
- بروس درن
- هارولد جی استون
- پل دبلیو ریچاردز
- جو تارکل
- آلکس روکو
- الکساندر دارسی
- دیوید کاناری
- دیک میلر
- جین هیل
- ژوزف کامپانلا
- رید هدلی